# Hellmuth Reinhard
Hellmuth Reinhard, Geburtsname Hermann Gustav Hellmuth Reinhard Patzschke (* 24. Juli 1911 in Unterwerschen, Landkreis Weißenfels; † 28. Oktober 2002 in Heidelberg) war ein deutscher Jurist, Offizier des Sicherheitsdienstes (SD) und SS-Führer bei der Gestapo.

## Leben
Patzschke schloss seine Schullaufbahn am Leipziger König-Albert-Gymnasium mit dem Abitur ab und absolvierte danach an den Universitäten Wien, Berlin und Leipzig ein Studium der Rechts- und Staatswissenschaft. Das Studium beendete er im Januar 1934 mit der ersten juristischen Staatsprüfung. Sein Referendariat absolvierte er an Sächsischen Gerichten, bei der Leipziger Staatsanwaltschaft und im SD-Hauptamt. Bereits vordem, vermutlich sogar um 1933, war er als V-Mann für den Sicherheitsdienst der NSDAP tätig. Das zweite juristische Staatsexamen bestand er im Januar 1938. Seinen Nachnamen ließ er am 25. September 1939 mit Genehmigung des Berliner Polizeipräsidenten von ursprünglich „Patzschke“ in Reinhard umändern. Denn sein Geburtsname klang ihm zu slawisch und er hatte Bedenken, dass ihm das bei einer Karriere im NS-System hinderlich sein könnte.

## Nationalsozialistische Berufskarriere
Bereits während seiner Schulzeit gehörte er seit 1929 der Hitler-Jugend, dem NS-Schülerbund und während seiner Studienzeit dem NS-Studentenbund an. Noch in seiner Studienzeit war er, nach der Machtübergabe an die Nationalsozialisten im März 1933 der SS (SS-Nummer 121.174) und wohl zum 1. Mai 1933 der NSDAP beigetreten (Mitgliedsnummer 2.382.157). Seit 1935 war er als Leiter der Verbindungsstelle des SD-Hauptamtes bei der Deutschen Bücherei in Leipzig tätig. Anfang 1938 wechselte er dann als Referent direkt ins SD-Hauptamt nach Berlin und leitete dort ab Juni die Abteilung II 225 – Nationalsozialismus und Staat. Dieser Verantwortungsbereich war in besonderer Weise für die Gewährleistung der „inneren Sicherheit“ der NSDAP, ihrer Strukturen sowie die Machtsicherung im Staat zuständig und wurde als „Gegner-Nachrichtendienst“ bezeichnet. Im Herbst 1938 erhielt er eine Verwendung als Regierungsassessor im Geheimen Staatspolizeiamt. Dort wurde er zum SS-Untersturmführer ernannt. Dieser Schritt erfolgte unter Belassung seiner Position beim SD und diente als Weg zur Unterwanderung der staatlichen Polizeiorganisation durch SS- und SD-Angehörigen.
Sein erster Auftrag in dieser „abgedeckten“ Position bestand als Leiter des „Arbeitskommandos der Historischen Kommission des Reichsführers der SS“ in Wien darin, die Umstände des Scheiterns von nationalsozialistischen Putschplänen Deutschlands gegen die rechtmäßige österreichische Regierung bis 1938 zu untersuchen. Wichtigstes Ziel dabei war, die Personen ausfindig zu machen, die gegen die damaligen NS-Akteure aktiv geworden waren und hohe Strafen gegen sie verhängt hatten. „Zielbewußt und geschickt“ erfüllte er diesen Auftrag, bei dem mehrere der zum Schutze des österreichischen Staates Handelnden verhaftet wurden. Er selbst wurde am 30. Januar 1939 zum SS-Obersturmführer befördert. Die Untersuchungen wurde 1939 auch auf das frühere Sudetengebiet ausgeweitet. Von August bis November 1941 leitete er beim Befehlshaber der Sicherheitspolizei und des SD (BdS) kurzfristig die Zentralstelle für jüdische Auswanderung in Amsterdam, bis er durch Ferdinand aus der Fünten, den er noch ausbilden musste, und Willy Lages abgelöst wurde. Danach war er im Stab des Einsatzgruppe C von Oktober 1941 bis Januar 1942 in Kiew tätig. Am 28. Januar 1942 wurde er als Nachfolger von Werner Knab im deutsch besetzten Norwegen zunächst kommissarisch dann offiziell Leiter der Gestapo unter dem Befehlshaber der Sicherheitspolizei und des Sicherheitsdienstes (BdS) Norwegen mit Dienstsitz Oslo eingesetzt. Vermutlich auf ausdrücklichen Wunsch Heinrich Himmlers wurde er nach Norwegen kommandiert, um dort einen deutlicheren Ton anzuschlagen, dass Deutschland nicht mehr mit sich „spaßen läßt“ wie es Josef Terboven als Antwort auf den nicht nachlassenden norwegischen Widerstand ausdrückte. Als einen der ersten Schritte ließ Reinhard sich umfangreiche Vollmachten einräumen und strukturierte seine Abteilung neu. Ohne selbst Kriminalist zu sein oder jemals eine solche Ausbildung wahrgenommen zu haben, bestimmte er über die Form der Bearbeitung polizeilicher Sachverhalte. Dabei wurde für ihn zum wichtigsten Prinzip, jede Regung des norwegischen Widerstandes mit staatspolizeilichem Terror zu beantworten. Spätestens ab Herbst 1942 war er in seiner Funktion an der Bekämpfung, Inhaftierung und Deportation der norwegischen Juden  maßgeblich beteiligt.

„Aus besonderen Gründen kann ich erst heute mitteilen, das am 26.11.1942 ein Schiffstransport von ungefähr 7–900 männlichen und weiblichen Juden in allen Altersstufen von Oslo nach Stettin durchgeführt werden wird. Die Überfahrt wird wahrscheinlich ungefähr 3 Tage beanspruchen. Da das von der Kriegsmarine zur Verfügung gestellte Schiff nach seiner Ankunft in Stettin sofort wieder benötigt wird, bitte ich, die sofortige Ausschiffung und Unterbringung der Juden nach ihrer Ankunft vorzubereiten. Die Juden sollen nach Auschwitz verbracht werden.“

Es handelte sich dabei um einen Transport mit 532 norwegischen Juden, die auf dem Dampfer Donau von Oslo nach Stettin verschifft wurden. Davon wurden in Auschwitz 346 Personen sofort vergast, der Rest als arbeitsfähig eingestuft – überlebt haben das Ende des Zweiten Weltkriegs nur neun der Gefangenen.
Bereits seit Ende 1941 wurde in Norwegen gezielt auf die "Endlösung" der Judenfrage" hingearbeitet, die mit der Erstellung von Listen, Erfassung der jüdischen Unternehmen begann und seit Oktober 1942 im großen Stil mit der Inhaftierung aller Männer und männlichen Jugendlichen über 16. Jahren sowie dem Ausgehverbot für jüdische Frauen fortgesetzt wurde. Unter der Leitung von Reinhard wurde zu dieser Zeit das erste Konzentrationslager in der Nähe von Bergen, in Ulven (zu deutsch "Wolf") erweitert und ein zweites Straflager Anfang 1943 in Espeland eingerichtet.
Im November 1943 erhielt Reinhard für seine „Leistungen“ das Kriegsverdienstkreuz I. Klasse mit Schwertern. Im selben Jahr erreichte er den Rang eines SS-Sturmbannführers. Nach einer Umstrukturierung der norwegischen Sicherheitsorganisation beim Höheren Polizeiführer der Sicherheitspolizei und des Sicherheitsdienstes (HSSPF) Anfang Februar 1945 wurde Reinhard nach Reichenberg in das Sudetenland abgeschoben, wo er kommissarisch Leiter der örtlichen Gestapo wurde und in Personalunion den örtlichen Kommandeur der Sicherheitspolizei und des SD (KdS) vertrat.

## Neue Identität
Bei Kriegsende tauchte Reinhard vorerst in Schleswig-Holstein mit Dokumenten eines einfachen Wehrmachtsangehörigen unter und nahm wieder seinen Geburtsnamen „Patzschke“ an. Ab Sommer erhielt er eine Anstellung als Leiter des Straßenverkehrsamt Böblingen. Nachdem er 1951 durch seine Ehefrau für tot erklärt worden war, heiratete er sie erneut. Um nicht aufzufallen, wechselte er den Wohnort und zog nach Baden-Württemberg. Hier übernahm er die  Leitung eines juristischen Fachverlages. Erst durch erfolgte Ermittlungen gegen andere Kriegsverbrecher wurde seine falsche Identität 1964 aufgedeckt und „Patzschke“ im Dezember 1964 festgenommen. Aufgrund mehrerer Anhaltspunkte für begangene Verbrechen in leitenden Positionen bei der Gestapo in Oslo und Reichenberg wurden gegen ihn Ermittlungsverfahren in Hamburg, Frankenthal, Nürnberg-Fürth sowie Baden-Baden eingeleitet. Durch das Schwurgericht Baden-Baden wurde er wegen der Beteiligung an der Deportation norwegischer Juden 1967 zu fünf Jahren Haft verurteilt. Doch nach einem Jahr wurde er bereits unter Anrechnung der Zeit seiner Untersuchungshaft wieder in Freiheit gesetzt. Es dauerte jedoch kein Jahr und er befand sich erneut in Haft und wurde wegen weiterer Kriegsverbrechen verurteilt. Dieses Urteil jedoch wurde durch den Bundesgerichtshof 1969 wegen angeblicher Mängel in der Urteilsbegründung wieder aufgehoben. Das Landgericht Karlsruhe sprach ihn daraufhin 1970 frei, da nunmehr der Sachverhalt nicht mehr eindeutig rekonstruierbar sei. Außerdem hatte das zuständige Gericht begangene Morde zu Affekthandlungen herabgestuft und strafrechtlich nachgewiesene Sachverhalte angezweifelt. In Norwegen, wo seine Straftaten bekannt und dokumentiert waren, dort über 50 Personen aus Reinhards Umfeld des Polizei- und Sicherheitsapparat bereits ab 1946 konsequent strafrechtlich zur Verantwortung gezogen worden waren, wurde sein Freispruch mit großer Empörung aufgenommen.
Reinhards Kurzvita mit Angaben seiner Verantwortlichkeiten für die Deportation und den Tod von 690 norwegischen Juden wurde ebenfalls 1965 im Braunbuch der DDR dokumentiert.
Auch daraus erwuchsen für Reinhard keine strafrechtlichen Konsequenzen. Als freier Bürger der Bundesrepublik Deutschland verstarb er am 28. Oktober 2002 in Heidelberg.